# Jolanta Sell
Jolanta Sell (ur. 13 września 1922 r. w Poznaniu, zm. 26 marca 2006), polska tłumaczka literatury pięknej.
Studiowała filologię romańską na Uniwersytecie Jagiellońskim w Krakowie. Przebywała we Francji (1948–1949). W latach 1949–1953 była bibliotekarką Akademii Górniczo-Hutniczej w Krakowie. Od 1953 roku pracowała w Instytucie Badań Literackich PAN w Warszawie. Tłumaczyła głównie literaturę francuską oraz polską na język francuski, jej przekłady były też podstawą adaptacji filmowych i telewizyjnych.
Zaprzyjaźniona z wieloma pisarzami i twórcami kultury Francji, m.in. z rodziną Marca Chagalla. Była inicjatorką pierwszej w Polsce wystawy malarstwa Chagalla w Muzeum Narodowym w Krakowie w 1997 roku. 
Była członkiem Stowarzyszenia Pisarzy Polskich.

## Tłumaczenia (wybór)
- Jean Anouilh, Leokadia
- Catherine Arley, Wielki kawałek tortu w pułapce na myszy (spektakl TV; premiera: 23 maja 1978)
- Samuel Benchetrit, Komedia na dworcu (spektakl TV; premiera: 9 lutego 2004)
- Bella Chagall, Płonące świece (Kraków 1978, Warszawa 1994)
- Marc Chagall, Moje życie (Wydawnictwo IRSA)
- Jean Cocteau, Piękny i nieczuły (spektakl TV; premiera: 22 grudnia 1965)
- Francis Cremieux, Daniel-Henry Kahnweiler, Moje galerie, moi malarze (rozmowy z Francisem Cremieux) (Wespół z Małgorzatą Szczurek; Wyd. Dęby Rogalińskie, 2002)
- Jacques Remy, Louis C. Thomas, Wspólniczka (spektakl TV, premiera: 27 grudnia 1973)
- Jules Renard, Gry małżeńskie (spektakl TV 1995; premiera: 25 października 1995)